# 姚訔
姚訔（?—1275年），潼川（今四川省三台县）人，南宋末抗元将领。
祖父姚希得。寄籍宜兴（今江苏省宜兴市）。累官泉州司理。南宋末年在常州（今江苏省常州市）守喪。德祐元年（1275年）三月，元軍伯颜兵围常州，姚訔与通判陈炤固守，以包圭為武进知县，伯颜多次招降未果，姚訔堅決不降。至十一月城破自焚死。